# Ponte dei 21 archi
Il Ponte dei ventuno archi è una struttura ferroviaria che si trova nei pressi di Spinazzola, facente parte della linea ferrata Rocchetta Sant'Antonio-Gioia del Colle.

## Storia
Il Ponte dei 21 Archi (a Spinazzola menzionato anche come "i ventuno ponti") è un ponte costruito tra il 1888 ed il 1891 lungo la tratta ferroviaria Gioia del Colle-Rocchetta Sant’Antonio, nella parte occidentale della Murgia, che con i suoi 140 km di lunghezza collegava la Puglia e la Basilicata al Subappennino Dauno. La tratta fu dismessa nel 2011, dopo più di un secolo di attività. Il ponte, anche se inutilizzato, è considerato un monumento delle Murge ed è in un ottimo stato di conservazione pur non essendo mai stato restaurato. Consta di ventuno arcate a tutto sesto edificate con blocchi di tufo calcareo della zona, provenienti probabilmente dalle vicine cave di Canosa. Sono in corso iniziative volte a valorizzare la tratta in ottica turistica per gli amanti della bicicletta e della natura, vista, soprattutto in quel punto, la vicinanza del Parco Nazionale dell'Alta Murgia, mentre proseguendo verso Rocchetta Sant'Antonio, si attraversano altre aree di grande pregio paesaggistico come il parco naturale regionale del fiume Ofanto, il Subappennino Dauno e il parco naturale regionale del Vulture. La riattivazione e la promozione delle tratte ferroviarie storiche in chiave culturale e territoriale sono viste con favore dalla Regione Puglia e da Fondazione FS, le quali hanno manifestato l'intenzione di tutelare il patrimonio ferroviario e di promuovere il turismo lento e sostenibile.

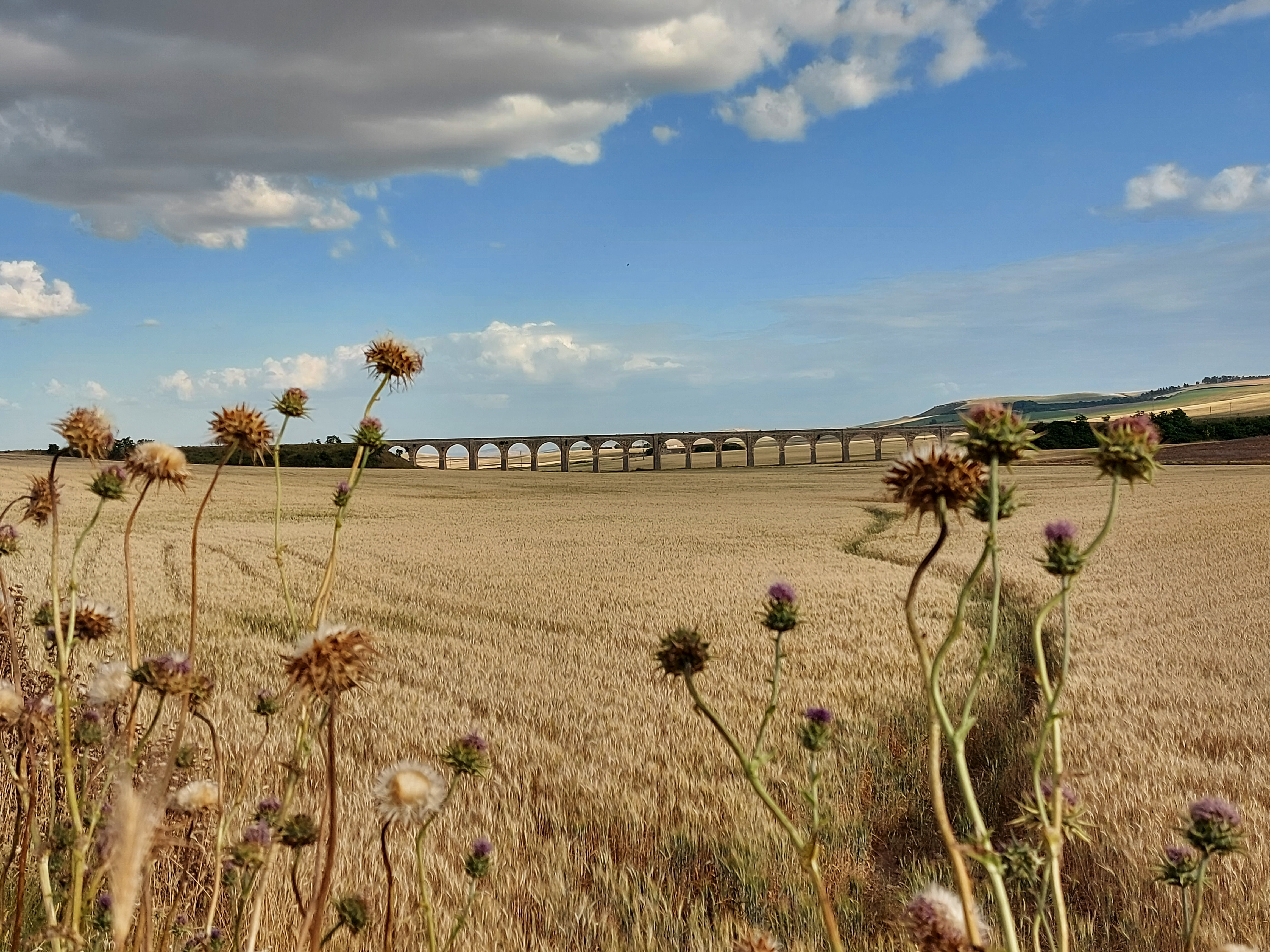
Il Ponte dei ventuno archi.

## Vasco Rossi e il Ponte dei ventuno archi
Una certa notorietà è derivata al luogo nel 2021 a seguito della realizzazione su questo ponte, ormai da anni inibito al traffico ferroviario, del videoclip di Vasco Rossi di presentazione del suo singolo, Siamo qui, diretto dal regista Giuseppe Romano, in arte Pepsy Romanoff, con protagonista l'attrice Alice Pagani. Alcune riprese del video sono state girate in notturna sia sul ponte che sulla vicina "via del Paredano", strada che apparteneva all'antica Via Appia romana, dove si trova una piccola stazione ferroviaria dismessa, dal nome, appunto "Paredano".